# Gustavo Adolfo Bécquer
Gustavo Adolfo Domínguez Bécquer – hiszpański pisarz z okresu romantyzmu.
Pochodził z Sewilli, z rodziny o tradycjach artystycznych. Jego ojciec José Domínguez Bécquer, brat Valeriano Domínguez Bécquer i wuj Joaquín Domínguez Bécquer byli malarzami. Gustavo uczył się malarstwa, m.in. w pracowni swego wuja, ale bardziej pociągała go kariera literacka. Debiutował jako poeta w lokalnej prasie sewilskiej. W 1854 r. przeniósł się do Madrytu, gdzie zaczął pracę jako dziennikarz. Współpracował z licznymi periodykami, w których publikował artykuły krytycznoliterackie, a także poezje i opowiadania. W latach 1864–1865 był redaktorem pisma El Contemporáneo.
W 1861 r. ożenił się z Castą Esteban. Związek ten nie był szczęśliwy i choć urodziło się w nim troje dzieci, w 1868 r. doszło do separacji małżonków.
Najbardziej znane dzieła Bécquera to zbiór poezji zatytułowany Rimas (Rymy) i pisane poetycką prozą Legendy (Leyendas).

## Wątki autobiograficzne
Analizując życie i twórczość Bécquera należy wziąć pod uwagę rolę kobiety, która stała się jego muzą i inspiracją do napisania znacznej części Rymów (Rimas). Według źródeł, jedną z kluczowych postaci podczas ich tworzenia okazała się być Julia Espín, będąca muzą poety oraz adresatką więcej niż jednego z rymów. Jako że ta była już mężatką, treść dużej części wierszy przedstawia wizję kobiety niedostępnej, wyśnionej. Wybranka serca Bécquera pochodziła z zamożnej rodziny o muzycznej tradycji – zarówno Julia, jak i jej siostry (Ernestina i Josefina) posiadały niebanalne głosy, a ich talent zdecydował się pielęgnować ojciec, Joaquin Espín y Guillén. Pierwsze spotkanie Gustavo Adolfo z Julią Espín miało miejsce na jednej z ulic Madrytu, gdy poeta zauważył kobietę na tarasie wraz z jedną z sióstr. Według źródeł, była to miłość od pierwszego wejrzenia. Z balkonu państwa Espín słychać było dźwięk pianina – jednego z ulubionych instrumentów autora hiszpańskiego. Efektem tamtego spotkania okazał się być utwór Rima XVI, w którym dostrzec można wyraźne zabarwienie biograficzne. Rodzina Julii była bardzo szanowana w środowisku artystycznym i posiadała wiele kontaktów, dlatego też nikogo nie dziwił fakt, iż kobieta została zaproszona przez królową Izabelę II, gdyż Joaquin Espín y Guillén utrzymywał bardzo dobre relacje z Domem Królewskim. Uczucie do Julii okazało się być dla poety zgubne, gdyż ta nie odwzajemniła afektu Bécquera. W związku z tym, ten postanowił znaleźć inną kandydatkę na żonę, którą ostatecznie została Casta Esteban. Kobieta nie pochodziła z wyższych sfer i cechowała ją raczej prostota. Autor zadedykował jej jedną ze swoich kompozycji tytułując ją A Casta. Jednakże małżeństwo z Esteban nie zdołało uszczęśliwić hiszpańskiego autora i zakończyło się separacją. Kolejną postacią ważną w życiu Gustavo Adolfo jest jego brat, Valeriano Bécquer. Rodzeństwo łączyła niezwykła więź oraz pasja dla tej samej dziedziny sztuki – malarstwa. Valeriano był bardzo uzdolnionym artystą i tworzył niezwykłe portrety oraz obrazy. Obaj bracia dzielili również zamiłowanie do kraju rodzinnego, Hiszpanii, o którym chętnie rozmawiali wymieniając wrażenia dotyczące architektury czy muzyki. Przebywając razem w Madrycie, każdy z nich doświadczył realiów cechujących epokę. Gustavo Adolfo nie potrafił przebić się wśród ogromu poetów, których spotykał podczas wieczorków literackich zachęcony przez przyjaciela, Julio Nombelę. Autor czuł się rozczarowany, gdyż zdawał sobie sprawę z tego, iż osiągnięcie sukcesu w stolicy nie przyjdzie mu łatwo. Jak możemy przeczytać w wierszu Rima XLIV, poeta nie wstydził się łez: „Widzisz, jestem mężczyzną i także płaczę”. Podczas pobytu w Madrycie, istotnie – nie brakuje mu powodów do smutku, gdyż doświadcza wielu problemów ze zdrowiem, które odzwierciedla w wierszu Rima LXV.

## Twórczość
Dziełem, które dało autorowi największy rozgłos na arenie międzynarodowej jest bez wątpienia tomik wierszy zatytułowany Rimas (Rymy). Każda z kompozycji na swój sposób odzwierciedla sposób postrzegania świata przez Bécquera, a wśród wierszy można znaleźć wątki autobiograficzne. Jednym z głównych wątków tematycznych tomiku, poza motywem poezji, jest wizja kobiety. Sam autor przyznaje we wstępie do Rimas, iż nie do końca jest pewien tego, które z jego wizji miały miejsce w rzeczywistości, a które są tylko produktem wyobraźni. Tomik rymów Bécquera miał zostać wydany z pomocą jednego z przyjaciół, Luisa Gonzaleza Bravo, jednak w wyniku zamieszek trwających podczas rewolucji wrześniowej w 1868 roku bezpowrotnie zaginął. W wyniku zaistniałej sytuacji autor został zmuszony do odtworzenia każdego ze swych dzieł z pamięci w zbiorze wierszy, który nazwał Libro de los gorriones i który jest obecnie przechowywany z Bibliotece Narodowej w Madrycie. Po śmierci poety, edycji utworów Bécquera podejmie się grupa jego przyjaciół, przede wszystkim Ramón Rodríguez Correa, autor obszernego prologu do dzieł autora hiszpańskiego, które zostały podzielone na dwa tomy. Rimas zostały pogrupowane na 4 kategorie tematyczne według klasyfikacji specjalisty, José Pedro Díaza:
- Rimas I-XI: motyw poezji samej w sobie oraz roli poety
- Rimas XII-XXIX: Bécquer – poeta miłości
- Rimas XXX-LI: motyw rozczarowania miłosnego
- Rimas LII-LXXVI: ból i niepokój po utracie miłości

Kolejnym dziełem, które przyniosło poecie rzesze nowych czytelników jest zbiór krótkich opowiadań, zatytułowanych Leyendas (Legendy). Utwory okazują się być w pewien sposób symboliczne, gdyż ukazują się w ważnym momencie w życiu autora, kiedy temu udaje się zdobyć posadę w periodyku El Contemporáneo (gdzie może on swobodnie je publikować) oraz osiągnąć życiową stabilizację zawierając małżeństwo z Castą Esteban. Jedną z cech charakterystycznych dla Legend jest obecność elementów opisu krajobrazu współgrających z prezentowanymi przez Bécquera historiami, takich jak ciemność czy zmrok. W wielu przypadkach scenerią dla opowiadania okazują się być ruiny – cecha typowa dla autorów romantycznych, mająca na celu podkreślenie charakteru epoki, jak w przypadku El miserere czy La rosa de pasión. Tematem tomiku Leyendas jest zwykle motyw miłości, która może być zarówno źródłem szczęścia, jak i tragedii. Postaci kobiece w nim ukazane są zwykle uosobieniem piękna i wdzięku, które czynią je dobrymi lub wręcz przeciwnie – wykorzystują one swą urodę, aby zwabić i następnie zranić mężczyznę, który o nie zabiega. Cechą typową dla kobiety opisywanej dla Bécquera jest jej niedostępność oraz tajemniczość, która sprawia, iż w oczach autora staje się ona jeszcze bardziej godna pożądania. Zarówno Legendy, jak i Rymy wykazują duże podobieństwo w kwestii opisu miejsc, a także postaci kobiecych będących powodem tak radości, jak i trosk. Pozostałe dzieła poety to Historia de los templos de España – Historia świątyń hiszpańskich (1857), seria listów zebrana w dwóch tomikach: Cartas literarias a una mujer – Listy literackie do pewnej znajomej (1860-1861), zawartych i przetłumaczonych na język polski w tomie Legend w których autor zapewnia adresatkę, iż ta jest poezją: „Poezją jesteś ty, gdyż poezja to uczucie, a uczuciem jest kobieta” i Cartas desde mi celda – Listy z mojej celi (1864), skomponowane podczas pobytu poety w klasztorze de Veruela, kiedy ten zmagał się z licznymi problemami natury zdrowotnej.